# Thomomys monticola
Thomomys monticola é uma espécie de roedor da família Geomyidae. É endêmico da Califórnia e de Nevada. A Sierra Nevada faz parte de sua área de ocorrência.

## Características
T. monticola, como outros do gênero Thomomys, têm orelhas e olhos pequenos e bolsas nas bochechas forradas de pelo. Eles têm pernas curtas com garras grandes nos pés e incisivos lisos. T. monticola tendem a passar a maior parte do tempo no subsolo e são majoritariamente ativos à noite. Eles medem cerca de 27 centímetros de comprimento e pesam 91 gramas, com pelagem marrom ou cinza.

## Habitat
T. monticola ocorre naturalmente nas bordas de prados de montanha, prados úmidos [en] e pradarias costeiras. Habitante também das encostas superiores de florestas de pinheiros e abetos, ele cria sistemas de túneis complicados no solo friável desses assoalhos florestais. Eles vivem e perambulam entre 0,008 e 0,012 hectares, com sistemas de túneis que variam de 18 a 186 metros quadrados. Esses geomiídeos preferem que haja vegetação acima de seus túneis e causam montes de terra onde emergem à superfície.
No verão, geomiídeos cavam túneis onde o lençol freático está a cerca de 1,3 metro abaixo da superfície. No inverno, para evitar o congelamento, eles se movem para locais mais altos para se abrigarem debaixo de árvores. Quando há espessas camadas de neve, T. monticola empurram cilindros de terra de suas tocas para fora, deixando vários acima do solo.

## Dieta
T. monticola não precisa de água em sua dieta para sobreviver, mas extrai toda a água dos alimentos que consome. Eles são herbívoros cujas principais fontes de alimento são forbias, incluindo Ceanothus cordulatus [en] e groselha. Eles também têm preferência por tremoço. T. monticola consomem as raízes e os bulbos dessas plantas no subsolo e os armazenam em seus túneis. Raramente sobem à superfície para se alimentar.

## Reprodução
Tipicamente, T. monticola acasala durante o final da primavera e o verão, de maio a julho. Eles são majoritariamente solitários, exceto para o acasalamento. Esses geomiídeos acasalam uma vez por ano em um ninho subterrâneo e têm de três a quatro filhotes por ninhada.